# Furstendömet Taranto
Furstendömet Taranto var en stat på den södra italienska halvön som skapades 1088 för Bohemund I av Antiokia som var den äldste sonen till Robert Guiscard, som en del av freden mellan honom och hans yngre bror Roger Borsa efter en tvist över tronföljden i Hertigdömet Apulien.
Taranto blev huvudstaden i furstendömet, som omfattade nästan hela Apulien. Under de följande 377 åren var Furstendömet Taranto en kraftfull och nästan oberoende förläning till Kungariket Sicilien (och senare Neapel).
Ferdinand I av Neapel förenande furstendömet med Kungariket Neapel efter hans fru Isabella av Tarantos död år 1465.